# Чемпіонат Німеччини з хокею 1955—1956
Чемпіонат Німеччини з хокею 1956 — 39-ий регулярний чемпіонат Німеччини з хокею, чемпіоном став ХК Фюссен.
З наступного сезону Оберліга розширювалась до 11 клубів.

## Підсумкова таблиця
| М  | Команда          | І  | Пер | Н | Пор | Ш      | О  |
| -- | ---------------- | -- | --- | - | --- | ------ | -- |
| 1. | ХК Фюссен        | 14 | 12  | 0 | 2   | 144:33 | 24 |
| 2. | СК Ріссерзеє     | 14 | 12  | 0 | 2   | 100:36 | 24 |
| 3. | Бад Тельц        | 14 | 9   | 0 | 5   | 78:44  | 18 |
| 4. | Бад-Наугайм      | 14 | 7   | 0 | 7   | 44:64  | 14 |
| 5. | Крефельдер ЕВ    | 14 | 5   | 0 | 9   | 55:63  | 10 |
| 6. | Пройзен Крефельд | 14 | 4   | 1 | 9   | 43:113 | 9  |
| 7. | Дюссельдорф ЕГ   | 14 | 3   | 1 | 10  | 46:94  | 7  |
| 8. | СК «Веслінг»     | 14 | 3   | 0 | 11  | 39:102 | 6  |

Скорочення: М = підсумкове місце, І = ігри, Пер = перемоги, Н = нічиї, Пор = поразки, Ш = закинуті та пропущені шайби, О = набрані очки

## Фінальний матч
- ХК Фюссен — СК Ріссерзеє 4:2 (1:1, 3:1, 0:0)

## Склад чемпіонів
ХК Фюссен:
Вільгельм Бехлер, Карл Фішер, Ернст Еггербауер, Пауль Амброс, Мартін Бек, Рудольф Гофманн, Курт Зепп, Маркус Еген, Фріц Клебер, Ернст Траутвайн, Георг Гуггемос, Ксавер Унзінн, Макс Пфефферле, Оскар Майрханс, Вальтер Крьотц. Тренер: Франк Тротт'є.